# Emoia adspersa
Emoia adspersa — вид сцинкоподібних ящірок родини сцинкових (Scincidae). Мешкає на островах Полінезії.

## Поширення і екологія
Emoia adspersa мешкають на островах Саваї, Уполу і Ну-улуа в архіпелазі Самоа, на атолах Суейнс і Нукунону в архіпелазі Токелау, на атолі Фунафуті в Тувалу, на острові Ніуафооу в групі островів Ніуас (Тонга) та на атолі Пукапука (Північні Острови Кука), а також спостерігалися на островах Волліс і Футуна. Вони живуть у прибережних тропічних лісах та в мангрових заростях на Самоа.

## Збереження
МСОП класифікує цей вид як такий, що перебуває під загрозою зникнення. Emoia adspersa загрожує знищення природного середовища та хижацтво з боку інтродукованих мурах Anoplolepis gracilipes, щурів, кішок і свиней. Можливо, цей вид вимер на островах Нукунону і Пукапука.